# Улица Руставели (Харьков)
Улица Руставели — улица в Основянском районе Харькова. Начинается от Гимназической набережной и идет на восток, пересекая площадь Героев Небесной Сотни, до улицы Молочной.

## История и название

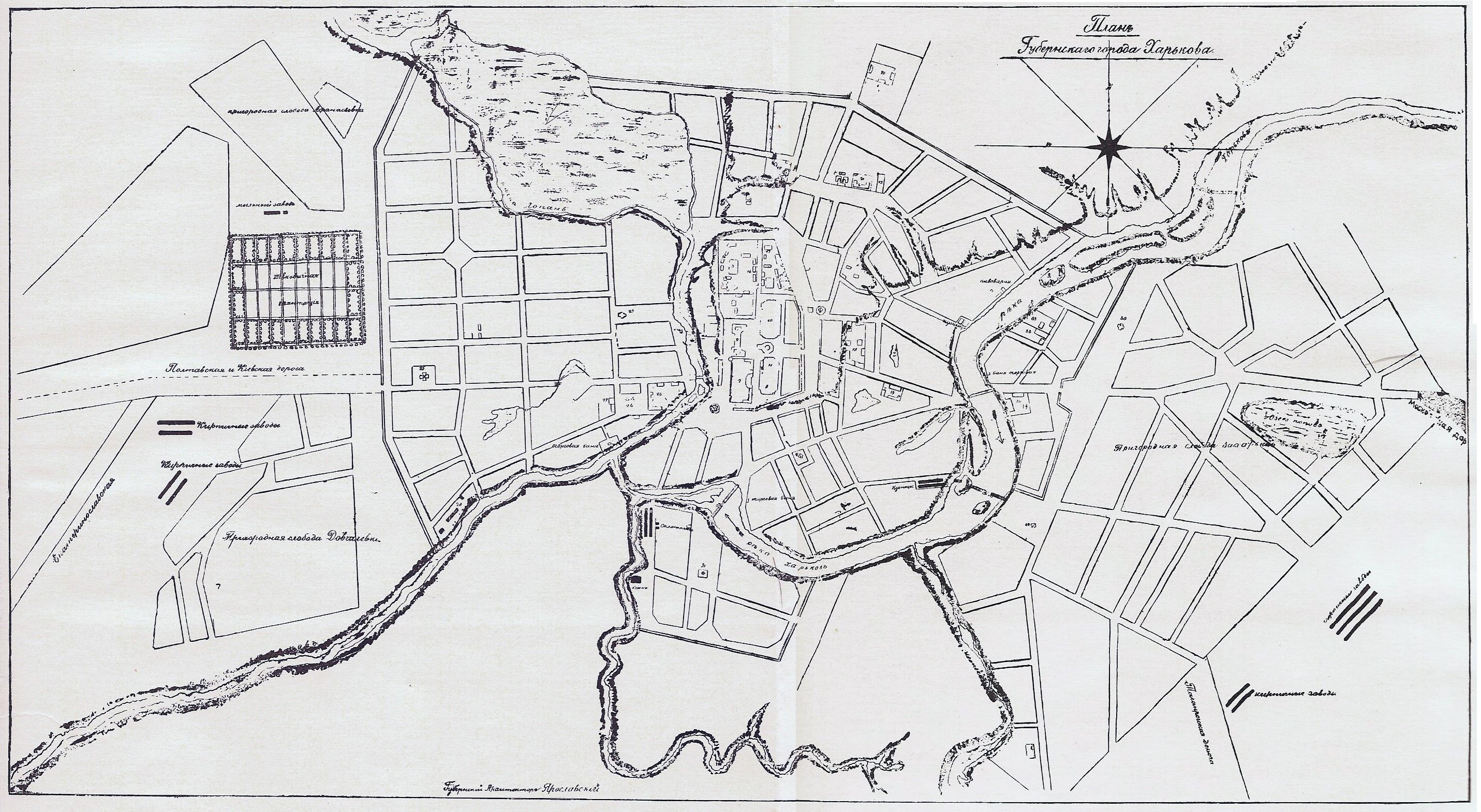
Карта Харькова 1804 года

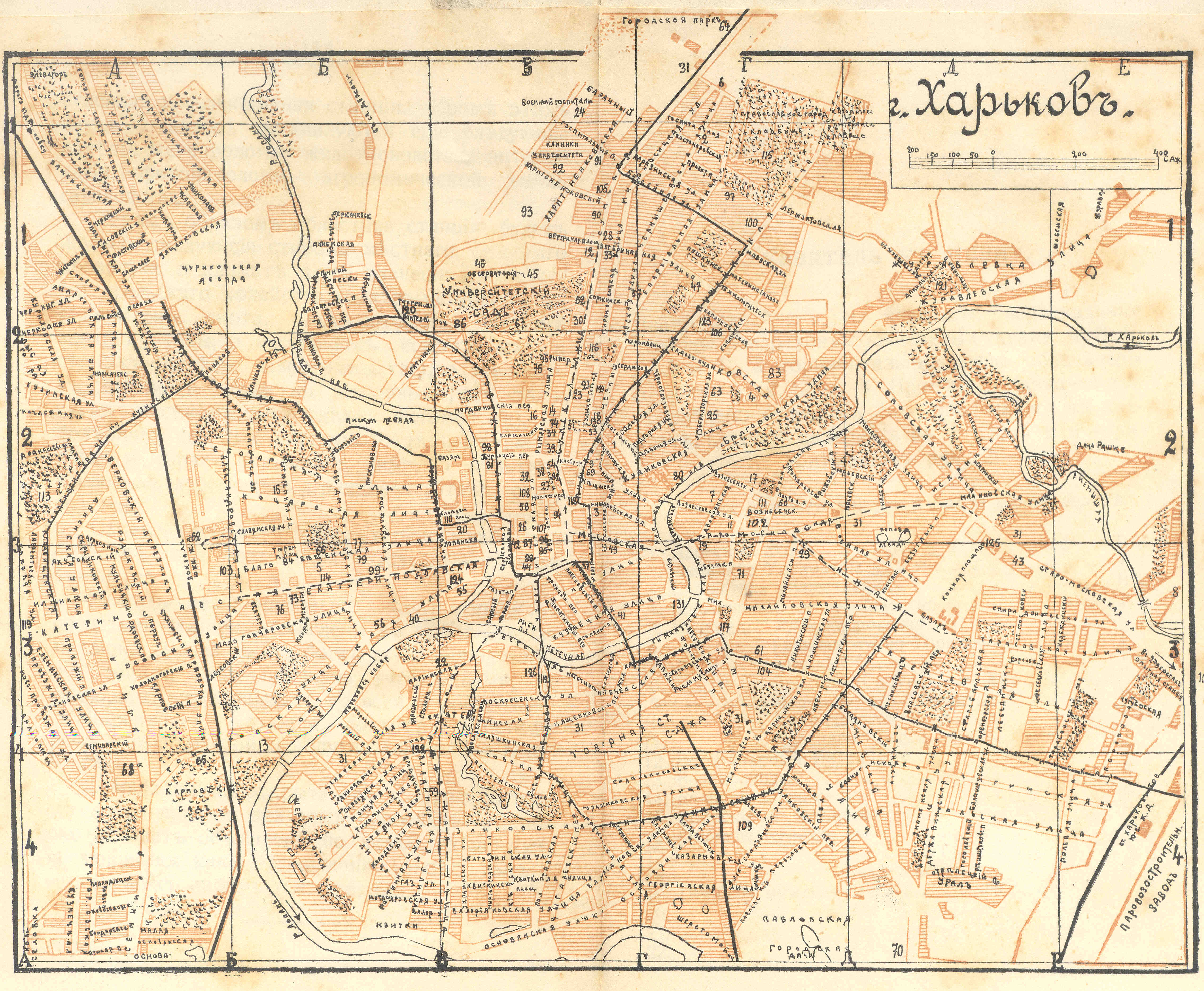
Карта Харькова 1914 года

Улица Руставели, бывшая Михайловская, возникла в начале XIX века . На карте Харькова в 1804 году она уже есть. Начиналась она от Кузнечного моста через реку Харьков , который, в свою очередь, продолжал Кузнечную улицу. Михайловская улица обеспечивала связь центра Харькова с Конным рынком (ныне на этом месте расположена площадь Защитников Украины). Историк Дмитрий Багалей называл Михайловскую середину XIX века «улицей постоялых дворов».
Название Михайловской улицы связано с Михайловской церковью, а также Михайловской площадью (ныне Майдан Героев Небесной Сотни ). В 1922 году улицу переименовали в улицу Яковлева в честь советского партийного и государственного деятеля. Вероятно, в 1937 году улица получила современное название в честь грузинского поэта Шоты Руставели..

## Дома
- Дом №2  — Пятиэтажный жилой дом, на первом этаже которого размещается гомеопатическая аптека.
- Дом № 12 — Городской клинический роддом № 7[2].
- Дом №14  — Харьковская городская поликлиника №25[3]..
- Дом № 29  — Детская музыкальная школа № 5 им. Римского-Корсакова[4].
- Дом № 37 — Памятник архитектуры Харькова, охран. №606. Жилой дом, начало XX века, архитектор неизвестен.

## Галерея

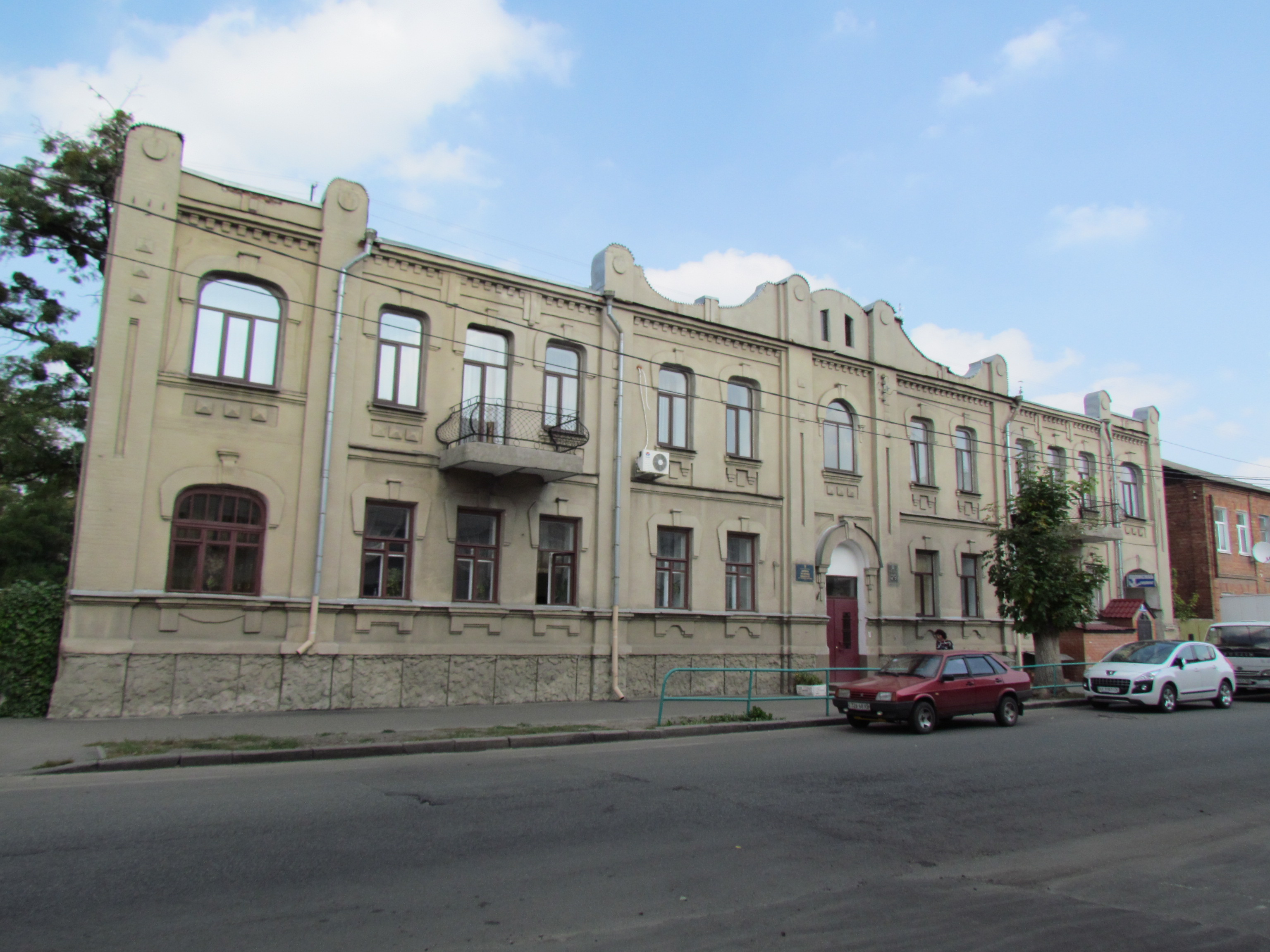
Дом № 29. ДМШ № 5 им. Римского-Корсакова
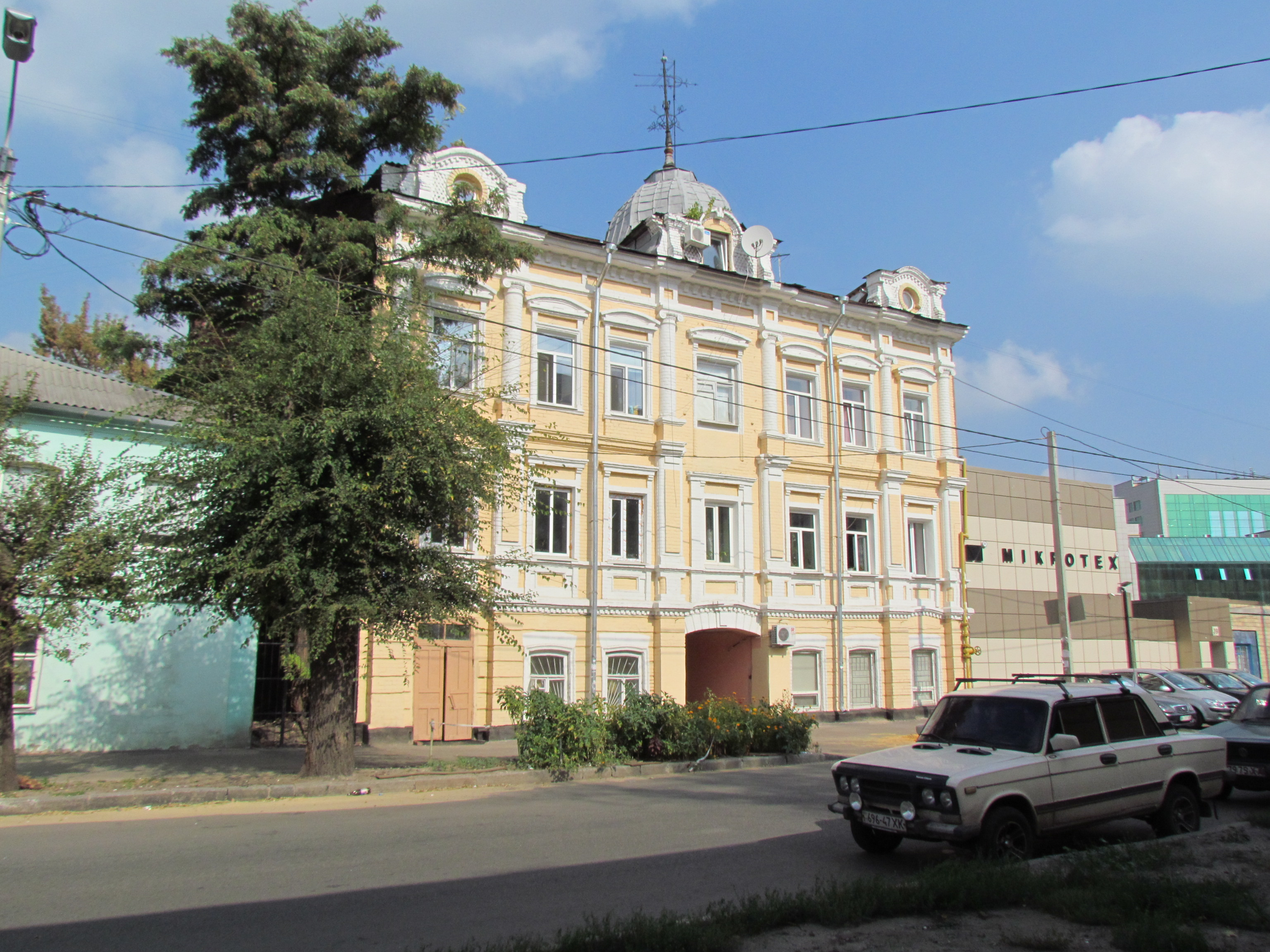
Жилой дом № 37